# میر رحمان رحمانی
میر رحمان رحمانی (زاده ۱۳۴۱ ولسوالی بگرام پروان) سیاستمدار، تاجر و رئیس مجلس نمایندگان افغانستان است. وی در دوره‌های شانزدهم و هفدهم مجلس نمایندگان افغانستان با رای مردم پروان به این مجلس راه یافت.

## زندگی‌نامه
میر رحمان رحمانی زاده ۱۳۴۱ از ولسوالی بگرام ولایت پروان می‌باشد. وی در سال ۱۳۵۸ از لیسه پروان فارغ شد و تحصیلات عالی خود را در کشور روسیه ادامه داد و از یکی از دانشگاه‌های نظامی روسیه فارغ‌التحصیل گردید. وی پس از آن به فعالیت در نهادهای نظامی و انجام امور تجاری در افغانستان پرداخت.
اجمل رحمانی، رئیس «بنیاد رحمانی»، عضو هیئت مدیره اتاق تجارت و صنایع افغانستان، رئیس مجتمع شرکت‌های «رحمانی گروپ» و نماینده مردم کابل در دوره هفدهم مجلس نمایندگان فرزند او می‌باشد. همچنین میر رحمان رحمانی برادر جنرال بابه جان قوماندان امنیه پیشین ولایت کابل و قوماندان پیشین زون ۳۰۳ پامیر است. احمد ذکی زاهد تاجر و رئیس پیشین شورای ولایتی پروان نیز برادرزاده وی می‌باشد.
در جریان مشاجره لفظی که میان محافظین میر رحمان رحمانی و «فردوس» فرزند «خواجه نبی قوماندان» (برادر ضرار احمد مقبل عثمانی و خواجه صدیق احمد عثمانی) در تاریخ ۱ حمل ۱۳۹۲ صورت گرفت و به درگیری مسلحانه منجر شد، سه غیرنظامی کشته شدند.
وی همچنین از سوی «قومندان شاه جهان» و «فرید شفیق»، عضو پیشین شورای ولایتی پروان متهم به توزیع اسلحه در میان مردم و دامن زدن به ناآرامی در ولایت پروان، شده است. میر رحمان رحمانی این اتهامات را رد و آن را متوجه «قومندان شاه جهان» و «فرید شفیق» می‌داند.

## نمایندگی پارلمان

### دوره شانزدهم
رحمانی در دوره شانزدهم مجلس نمایندگان عضو کمیسیون اقتصاد ملی و عضو گروه دوستی افغانستان و عربستان بود.

### دوره هفدهم
میر رحمان رحمانی توانست با کسب ۱۰٫۶۹۳ رأی، از طرف مردم پروان به دوره هفدهم پارلمان افغانستان راه یابد.

#### ریاست مجلس هفدهم
میر رحمان رحمانی در رأی‌گیری درون مجلس که در ۸ سرطان/تیر برگزار شده بود به عنوان رئیس مجلس نمایندگان افغانستان انتخاب شد. پس از آنکه سه بار رأی‌گیری میان چند نامزد برای انتخاب رئیس مجلس افغانستان به نتیجه نرسید، وی به همراه خان محمد وردک به رقابت پرداخت و توانست با کسب ۱۳۶ رأی در برابر ۹۶ رأی به پیروزی دست یابد. در جلسه مجلس در روز ۸ تیر/سرطان ۲۴۵ نماینده حضور داشتند و بر مبنا (نصف + ۱) تعداد آراء نامزد برنده باید ۱۲۳ رأی می‌بود. در اولین دوره رأی‌گیری برای انتخاب رئیس مجلس نمایندگان افغانستان وی توانسته بود ۱۲۴ رأی را کسب کند و از سوی رئیس موقت مجلس نیز به عنوان رئیس مجلس انتخاب شد اما وجود یک نقطه در یکی از برگه‌ها منجر شد که آراء حداقلی برای پیروزی که ۱۲۴ رأی بود، با اعتراض برخی نمایندگان حامی کمال ناصر اصولی به ۱۲۳ رأی کاهش پیدا کند و وی نتواند به ریاست مجلس برسد. این اعتراضات منجر به درگیری میان نمایندگان مجلس افغانستان شد.

## دیگر فعالیت‌ها
از دیگر فعالیت‌های وی می‌توان به موارد زیر اشاره کرد:
- رئیس شورای اجتماعی مردم بگرام
- خدمت در نهادهای نظامی افغانستان و دریافت نشان جنرالی
- رئیس اتاق تجارت و صنایع ولایت پروان
- تجارت و فعالیت‌های اقتصادی